# Medzvezdni komet
Medzvezdni komet je komet, ki ni vezan na zvezdo  in se lahko nahaja tudi v medzvezdnem prostoru .
Doslej še za nobenega niso z gotovostjo potrdili, da je res medzvezdni komet. Vendar nekateri predvidevajo, da je teh teles veliko .
Medzvezdni komet lahko vidimo samo, če se giblje skozi naše Osončje. Od kometov iz Oortovega oblaka jih ločimo po tem, da ima ta vrsta kometov zelo natančno hiperbolično tirnico. To kaže na to, da niso težnostno vezani na Sonce. Doslej so opazili komete s približno hiperbolično tirnico. Za te komete pa lahko trdimo, da so bili izvrženi iz Oortovega pasu. Zadnji modeli Oortovega pasu kažejo, da se 3 do 100-krat več kometov izvrže v medzvezdni prostor kot pa jih ostane v njem  
Druge simulacije pa kažejo, da se 90 do 99% vseh kometov izvrže . Vsekakor ni vzroka, da ne bi predpostavljali, da se v drugih zvezdnih sistemih ne bi dogajalo podobno .
Če medzvezdni kometi res obstajajo, potem morajo občasno zaiti tudi v notranji del nešega Osončja . Ker se Osončje giblje proti ozvezdju Herkula, bi moralo največ takih kometov prihajati iz te smeri . Medzvezdni oblak kometov se bi lahko tudi ulovil v tirnico okoli Sonca v času, ko se giblje skozi Osončje. Simulacije kažejo, da bi lahko bil samo Jupiter dovolj masiven, da bi takšen oblak zajel. To se bi zgodilo samo enkrat v 60 milijonih let.
Edini znani komet, ki bi lahko izhajal iz medzvezdnega prostora, je komet Machholz 1, ker ima tako nenavadno sestavo .